# Park Geun-hye
Park Geun-hye (kor. 박근혜, hancha 朴槿惠, wym. [pak ɡɯn hjɛː]) (ur. 2 lutego 1952 w Daegu) – południowokoreańska polityk, pełniła rolę pierwszej damy w latach 1974–1979 (po śmierci matki Yuk Young-soo, żony prezydenta Park Chung-hee), członkini Zgromadzenia Narodowego od 1998 do 2012, przewodnicząca Wielkiej Partii Narodowej (GNP) w latach 2004–2006. Od 25 lutego 2013 do 10 marca 2017 prezydent Korei Południowej, od 9 grudnia 2016 zawieszona w wykonywaniu obowiązków, po czym pozbawiona urzędu na drodze impeachmentu.

## Życiorys
Park Geun-hye urodziła się w 1952 w mieście Daegu. W 1974 ukończyła studia licencjackie z dziedziny elektrotechniki na Uniwersytecie Sogang w Seulu. W 1987 otrzymała doktorat honoris causa z literatury na Uniwersytecie Kultury Chińskiej w Tajpej.
W maju 1963 jej ojciec, Park Chung-hee, przejął władzę w wyniku wojskowego zamachu stanu, a 15 października został wybrany w wyborach powszechnych prezydentem Korei Południowej. W sierpniu 1974, po zabójstwie matki, Yuk Young-soo, Park przerwała studia we Francji i powróciła do kraju, gdzie odtąd u boku ojca pełniła obowiązki pierwszej damy. Funkcję tę pełniła do czasu zabójstwa ojca 26 października 1979 przez szefa jego służb specjalnych Kim Jae-gyu. W listopadzie 1979 opuściła Błękitny Dom, przeniosła się do prywatnej rezydencji w stołecznej dzielnicy Sindang-dong i wycofała z życia politycznego.
W latach 1982–1991 była rektorem Uniwersytetu Youngnam w Daegu oraz przewodniczącą Fundacji Edukacyjnej Yukyoung. W 1993 objęła funkcję przewodniczącej Koreańskiej Fundacji Kulturalnej, a rok później przewodniczącej Fundacji Stypendialnej Jung-Soo oraz została członkiem Koreańskiego Stowarzyszenia Literackiego.
Jest niezamężna i nie ma dzieci. Pew Research Center określiło ją ateistką, z wychowaniem buddyjskim i katolickim.

### Kariera polityczna
W 1998, po kryzysie gospodarczym w regionie, zdecydowała się na powrót do działalności politycznej. Od 1998 do marca 2000 zajmowała stanowisko wiceprzewodniczącej Wielkiej Partii Narodowej (GNP). Od marca 2004 do czerwca 2006 pełniła natomiast funkcję jej przewodniczącej.
W 1998 wzięła udział w wyborach, zdobywając mandat deputowanej w XV Zgromadzeniu Narodowym z okręgu Daegu, w parlamencie weszła w skład Komisji handlu, przemysłu i energii. W wyborach parlamentarnych w 2000, 2004 oraz w 2008 odnawiała mandat deputowanej. W maju 2001 udała się z kilkudniową wizytą do Korei Północnej, w trakcie której spotkała się Kim Dzong Ilem.
W sierpniu 2007 Park wzięła udział w prawyborach GNP przed grudniowymi wyborami prezydenckimi. Przegrała w nich nieznacznie (o 1,5% głosów) z Lee Myung-bakiem.
W grudniu 2012 pokonała przeciwnika z opozycyjnej Zjednoczonej Partii Demokratycznej, Mun Jae-ina, i została wybrana na urząd prezydencki. Urząd prezydenta objęła 25 lutego 2013, stając się pierwszą kobietą w historii Korei Południowej pełniącą ten urząd i zastępując Lee Myung-baka.
Jesienią 2016 media ujawniły, że od lat konsultowała się w sprawach państwowych z przyjaciółką Choi Soon-sil, która oficjalnie nie zajmowała żadnego stanowiska państwowego i nie posiadała certyfikatów dostępu do tajnych informacji. Skandal spowodował protesty przeciw prezydent Park. Prezydent została oskarżona o współudział w procederze korupcyjnym, mającym polegać na wpływaniu na koreańskie czebole celem przekazywania przez nie dotacji na pozarządowe fundacje, kierowane przez Choi Soon-sil. Ponadto, została oskarżona o próbę uzyskania łapówki od szefa Samsunga w zamian za korzystne rozstrzygnięcie rządu w kwestii fuzji jego dwóch spółek.
9 grudnia 2016 r. południowokoreański parlament, wynikiem głosów 234 z 300, wszczął procedurę impeachmentu wobec prezydent, która w związku z tym została zawieszona w pełnieniu obowiązków. Obowiązki prezydenta Korei Południowej przejął wówczas premier, Hwang Kyo-ahn. 10 marca 2017 r. Sąd Konstytucyjny zatwierdził impeachment prezydent Park, uznając ją winną złamania konstytucji i obowiązującego prawa oraz pozbawił urzędu, co oznaczało przeprowadzenie w ciągu 60 dni nowych wyborów prezydenckich. Termin wyborów wyznaczono na 9 maja.
Jeszcze w marcu tego samego roku została aresztowana pod zarzutem m.in. nadużycia konstytucyjnych uprawnień, korupcji i płatnej protekcji. W kwietniu 2018 roku została skazana na 24 lata więzienia. 20 lipca sąd w Seulu uznał ją winną zmowy z doradcami i przyjęcia 3,3 mld wonów z kasy państwowej agencji wywiadowczej i uszczuplenie jej majątku o 30 mld wonów, a także za winną naruszenia prawa wyborczego przez ingerowanie w wybór kandydatów w wyborach parlamentarnych przez partię rządzącą. W efekcie skazano ją na dodatkowe 8 lat więzienia, podnosząc łączny wyrok do 32 lat. Po odwołaniu wyrok został w 2019 skrócony do 22 lat więzienia. Uważała, że wyrok jest elementem politycznej zemsty, nie stawiała się na rozprawy. 
W grudniu 2021 prezydent Mun Jae-in podjął decyzję o ułaskawieniu Park. Ministerstwo Sprawiedliwości Korei stwierdziło, że podjęło taką decyzję na podstawie pogarszającego się stanu zdrowia Park. W marcu 2022 wróciła do domu po pobycie w szpitalu Samsung Medical Center.